# Milovická pahorkatina
Milovická pahorkatina je geomorfologická jednotka, nachází se ve východní části Mikulovské vrchoviny. Tvoří ji flyšové jílovce a pískovce, sedimenty a spraše.

## Vrcholy
- Špičák - 297 m n. m.
- Pulgarská stráň - 327 m n. m.
- Vysoký roh - 310 m n. m.
- Stará hora - 351 m n. m.
- Strážný vrch - 269 m n. m.